# 马恩河畔楠特伊
马恩河畔楠特伊（法語：Nanteuil-sur-Marne，法語發音：[nɑ̃tœj syʁ maʁn] ⓘ）是法国法蘭西島大區塞纳-马恩省的一个市镇，属于莫城区。 

## 地理
马恩河畔楠特伊（48°58'43"N, 3°13'15"E）面积1.25 平方千米，位于法国法蘭西島大區塞纳-马恩省，该省份为法国北部内陆省份，北起瓦兹省，西接埃松省、马恩河谷省、塞纳-圣但尼省和瓦兹河谷省，南至卢瓦雷省，东南接约讷省，东临马恩省和奥布省，东北接埃纳省。
与马恩河畔楠特伊接壤的市镇（或旧市镇、城区）包括：贝聚勒盖里、马恩河畔克鲁特、锡特里、马恩河畔梅里、马恩河畔萨西。

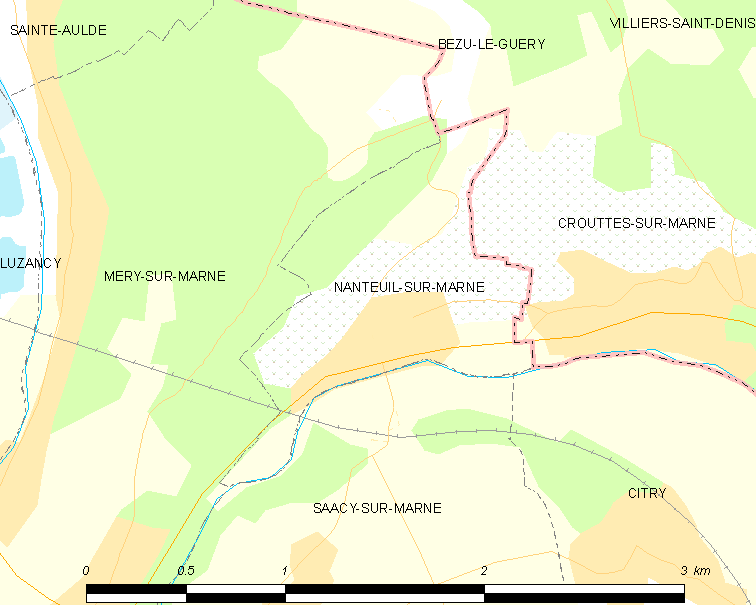
马恩河畔楠特伊的OSM定位图

马恩河畔楠特伊的时区为UTC+01:00、UTC+02:00（夏令时）。

## 行政
马恩河畔楠特伊的邮政编码为77730，INSEE市镇编码为77331。

## 政治
马恩河畔楠特伊所属的省级选区为拉费泰苏茹阿尔县。

## 人口

1962-2008年间马恩河畔楠特伊人口变化图示

马恩河畔楠特伊于2022年1月1日时的人口数量为413人。